# Changement
Et changement er en rideøvelse inden for dressur.
Hesten laver et changement, når rytteren beder heste om at skifte galop. (Fx hvis hesten rider på højre volte, og rytteren laver en slangegang, og på midten laver et changement så hesten skifter til venstre galop). Et changement er en meget svær øvelse. 
Til stævnerne er det kun hestene som skal lave changement, da det ofte kun er hesteryttere der er trænet på sådan et højt niveau, men ponyer kan sagtens lave øvelsen lige så godt
.Man laver et changement ved fx at lave en slangegang, en volte tilbage, eller en skråtigennem. Så hvis man kommer fra højre galop og skal til venstre, så træder man ned i venstre stigbøjle og lægger vægt på sit venstre sædeben, mens man springer an til den nye galop og bøjer hesten til den nye side.